# Ernst Öpik
Ernst Julius Öpik (Kunda, Estônia, 23 de outubro de 1893 – Bangor, Irlanda do Norte, 10 de setembro de 1985) foi um astrônomo e astrofísico germano-báltico estoniano, que passou parte de sua carreira (1948-1981) no Observatório Armagh da Irlanda do Norte.

## Educação
Öpik estudou na Universidade de Moscou, onde especializou-se no estudo de corpos menores, tais como asteroides, cometas e meteoroides. Concluiu seu doutorado na Universidade de Tartu, Estônia.

## Astronomia
Öpik foi um destacado astrofísico, com ampla gama de interesses. Dentre suas descobertas está a primeira computação da densidade de uma matéria degenerada (a anã branca 40 Eri B), em 1915, a primeira determinação precisa da distância de um objeto extragaláctico (a Galáxia de Andrômeda), em 1922. No mesmo ano ele registrou corretamente o número de crateras em Marte, antes mesmo delas serem detectadas pelas sondas espaciais. Em 1932, postulou uma teoria com relação à origem dos cometas no sistema solar. Ele acreditava que eles se originavam na órbita de uma nuvem distante, além da órbita de Plutão. Esta nuvem é hoje conhecida por nuvem de Oort, ou alternativamente, nuvem de Öpik-Oort, em sua homenagem. Ele também inventou uma câmera especial para o estudo de meteoros.

## Exílio
Öpik fugiu de seu país natal em 1944, quando da aproximação do Exército Vermelho. Primeiro foi para Hamburgo e por último, em 1948, para o Observatório Armagh, na Irlanda do Norte, onde permaneceu até 1981.

## Condecorações e títulos
Öpik recebeu medalhas da National Academy of Sciences (1960), da Meteoritical Society (1968), da American Association for the Advancement of Science (1972), a Medalha de Ouro da Royal Astronomical Society em 1975, a mais alta condecoração outorgada pela Royal Astronomical Society (Sociedade Astronômica Real) do Reino Unido e a Medalha Bruce em 1976, concedida pela Astronomical Society of the Pacific com sede em San Francisco, Califórnia. Recebeu os graus honoríficos: Belfast (1968) e Sheffield (1977). 

## Artigos
- 1951:  "Collision probability with the planets and the distribution of planetary matter", Proc. R. Irish Acad. Sect. A, vol. 54, p. 165-199
- 1958:  "Physics of Meteor Flight in the Atmosphere".
- 1976:  "Interplanetary encounters: Close-range gravitational interactions", Elsevier Scientific Publishing Co., "Developments in Solar System and Space Science", vol 2
- 1977:  "About dogma in science and other recollections of an astronomer". Annual Review of Astronomy and Astrophysics, vol. 15, p. 1

## Livros
- 2004: Physics of Meteor Flight in the Atmosphere, Dover Publications, ISBN 0486438856

## Legado
O asteroide 2099 Öpik recebeu o seu nome. Seu neto, Lembit Öpik, é atualmente um liberal-democrata, membro do Parlamento britânico por Montgomeryshire. Ele também possui alguma ligação com a astronomia, uma vez que ele é um grande apoiador das buscas realizadas por asteroides que possam vir a colidir com a Terra.